# Chaunanthus
Chaunanthus är ett släkte av korsblommiga växter. Chaunanthus ingår i familjen korsblommiga växter.
Kladogram enligt Catalogue of Life:
| Chaunanthus | \| \| Chaunanthus acuminatus \| \| \| \| \| \| Chaunanthus gracielae \| \| \| \| \| \| Chaunanthus mexicanus \| \| \| \| \| \| Chaunanthus petiolatus \| \| \| \| |
|             | \| \| Chaunanthus acuminatus \| \| \| \| \| \| Chaunanthus gracielae \| \| \| \| \| \| Chaunanthus mexicanus \| \| \| \| \| \| Chaunanthus petiolatus \| \| \| \| |
|             | Chaunanthus acuminatus |
|             | |
|             | Chaunanthus gracielae |
|             | |
|             | Chaunanthus mexicanus |
|             | |
|             | Chaunanthus petiolatus |
|             | |